# NGC 3907B
NGC 3907B is een spiraalvormig sterrenstelsel in het sterrenbeeld Maagd. Het hemelobject werd op 15 april 1828 ontdekt door de Britse astronoom John Herschel.

## Synoniemen
- UGC 6793
- MCG 0-30-26
- IRAS 11468-0048
- ZWG 12.92
- KCPG 304A
- PGC 36928